# NGC 1103
NGC 1103 ist eine Balken-Spiralgalaxie vom Hubble-Typ SBb im Sternbild Eridanus am Südsternhimmel. Sie ist schätzungsweise 183 Millionen Lichtjahre von der Milchstraße entfernt und hat einen Durchmesser von etwa 120.000 Lichtjahren. Wahrscheinlich bildet sie gemeinsam mit IC 1853 ein gravitativ gebundenes Galaxienpaar. Sie ist das hellste Mitglied der NGC 1103-Gruppe (LGG 76).

Im selben Himmelsareal befindet sich weiterhin u. a. die Galaxie NGC 1120.
Das Objekt wurde am 26. Dezember 1885 von dem Astronomen Lewis Swift entdeckt.

## NGC 1103 (LGG 76)
| Galaxie   | Alternativname | Entfernung / Mio. Lj |
| --------- | -------------- | -------------------- |
| NGC 1103  | PGC 10597      | 183                  |
| NGC 1081  | PGC 10411      | 177                  |
| IC 1853   | PGC 10595      | 183                  |
| PGC 10879 | MCG -03-08-037 | 179                  |